# Thorigné-sur-Dué

Thorigné-sur-Dué este o comună în departamentul Sarthe, Franța. În 2009 avea o populație de 1,629 de locuitori.